# Jerskin Fendrix
Joscelin Dent-Pooley (nacido en  1995), profesionalmente conocido como Jerskin Fendrix, es un músico inglés.
Fendrix creció en Shropshire y asistió posteriormente a la Universidad de Cambridge.

## Carrera
En 2020, lanzó el álbum "Winterreise" , que fue aclamado por la crítica y recibió la atención del cineasta Yorgos Lanthimos.
En 2023, se anunció que había compuesto la banda sonora origial de la película Pobres criaturas dirigida por Lanthimos y protagonizada por Emma Stone.
Su música para la película ganó el premio Georges Delerue 2023 a la Mejor Banda Sonora/diseño de sonido durante la 50.ª edición del Film Fest Gent  y posteriormente recibió una nominación a la Mejor Banda Sonora Original en la 96.ª edición de los Premios Oscar.

## Estilo de música
The Quietus describió el estilo de Fendrix como "electro punk" y "pop ultramoderno". Canta con voz de barítono y se ha comparado con Nick Cave y Lou Reed.

## Reconocimientos
| Premio                                         | Año  | Categoría                   | Trabajo          | Resultado | Ref.          |
| ---------------------------------------------- | ---- | --------------------------- | ---------------- | --------- | ------------- |
| Premios Oscar                                  | 2024 | Mejor Banda Sonora Original | Pobres criaturas | Nominada  | [ 4 ]         |
| Astra Film and Creative Arts Awards            | 2024 | Mejor Puntaje               | Pobres criaturas | Nominado  | [ 5 ]         |
| Chicago Film Critics Association               | 2023 | Mejor Puntaje Original      | Pobres criaturas | Nominado  | [ 6 ]         |
| Ghent International Film Festival              | 2023 | Mejor Música Original       | Pobres criaturas | Ganador   | [ 7 ]         |
| Golden Globe Awards                            | 2024 | Mejor Banda Sonora          | Pobres criaturas | Nominado  | [ 8 ] [ 9 ]   |
| Washington D. C. Area Film Critics Association | 2023 | Mejor Puntaje Original      | Pobres criaturas | Nominado  | [ 10 ] [ 11 ] |